# Clemens XIII.

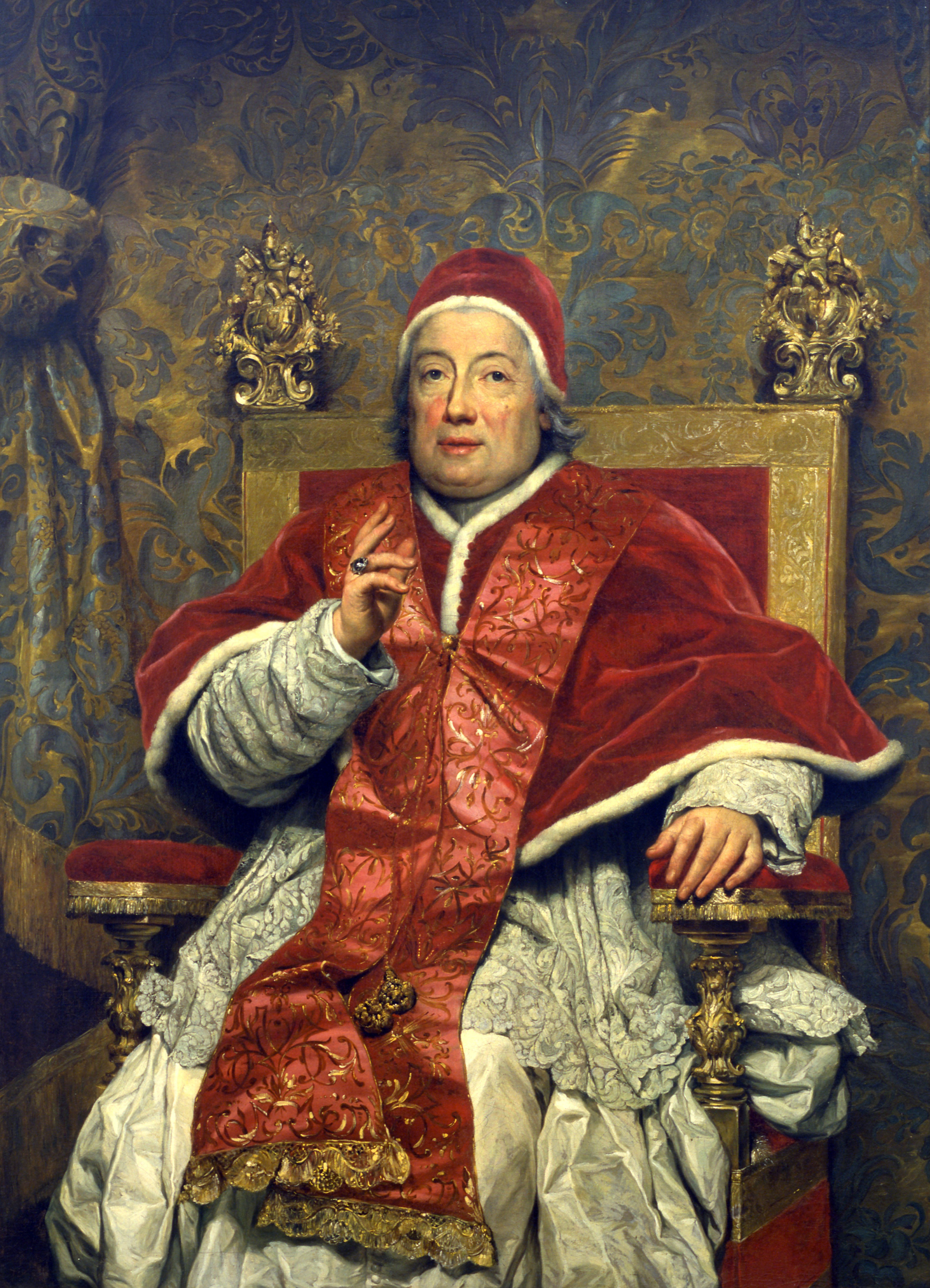
Clemens XIII., Gemälde von Anton Raphael Mengs, 1758, Venedig, Ca’ Rezzonico

Wappen Clemens’ XIII., moderne Nachzeichnung

Clemens XIII. (bürgerlich Carlo (della Torre) Rezzonico; * 7. März 1693 in Venedig, Republik Venedig; † 2. Februar 1769 in Rom) war von 1758 bis 1769 Papst der römisch-katholischen Kirche.

## Herkunft
Carlo Rezzonico war der Sohn des vom Comer See stammenden wohlhabenden Kaufmanns Giovanni Battista Rezzonico und der Vittoria Barbarigo. Während die Familie seiner Mutter eine der ältesten und reichsten der Republik Venedig war, zu der neben mehreren Dogen und Bischöfen auch der später heiliggesprochene Kardinal Gregorio Barbarigo gehörte, erlangte die neureiche Familie Rezzonico erst 1687 mit einer Zahlung von 100.000 Dukaten den Eintrag im Libro d’Oro und damit die Aufnahme in das Patriziat von Venedig. Giovanni Battista Rezzonico behauptete eine Abstammung vom Geschlecht der Torriani oder della Torre („vom Turm“), die bis 1311 über Mailand und einen Teil der Lombardei geherrscht hatten, und nannte sich Giovanni Battista della Torre Rezzonico. Ferner fügte er deren Turm-Wappen dem seinen hinzu – ähnlich wie es bereits 1645 die Familie Thurn und Taxis getan hatte. Giovanni Battista Rezzonico erwarb 1750 den noch im Bau befindlichen Palazzo Bon am Canal Grande und ließ ihn unter dem Namen Ca’ Rezzonico als prachtvollen Barockpalast vollenden.

## Leben
Carlo Rezzonico wurde in Bologna auf der Jesuitenschule erzogen und studierte zunächst an der Universität Padua, wo er sein Doktorat in kanonischem und zivilem Recht machte, anschließend von Januar 1714 bis September 1715 an der Accademia dei Nobili Ecclesiastici. Danach war er päpstlicher Kaplan und Apostolischer Protonotar. Im Jahr 1737 wurde er Kardinaldiakon der Titeldiakonie San Nicola in Carcere und war zunächst Mitglied verschiedener Kardinalskongregationen, im Jahr 1743 folgte die Bischofswürde von Padua. In Padua legte Kardinal Rezzonico besonderen Wert auf die Aufrechterhaltung der geistlichen Disziplin bei Klerus und Gläubigen. Benedikt XIV. lobte ihn 1746 als „einen der würdigsten Prälaten, die Wir in Italien haben“.

## Pontifikat

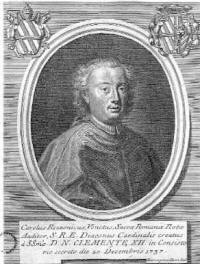
Carlo Rezzonico als Kardinal, um 1740

Kardinal Rezzonico wurde nach dem sechs Wochen dauernden Konklave, bei dem es viele Stimmenthaltungen gegeben haben soll, als Kompromisskandidat am 6. Juli 1758 zum Papst gewählt und nahm den Namen Clemens XIII. an. Er war ein großer Freund und Förderer der Jesuiten, was bei vielen europäischen Mächten auf große Ablehnung stieß. Zu Beginn des Pontifikates gab sich Clemens hinsichtlich der Jesuitenfrage neutral. Ein Hauptanliegen war, Disziplin und Moral des Klerus zu heben.
Der zu den Zelanti zählende Clemens unterstützte im Siebenjährigen Krieg die österreichisch-französische Allianz gegen die akatholischen Fürsten. Er bestätigte Maria Theresia den Titel Apostolische Majestät und verlieh Leopold Joseph von Daun den päpstlichen Hut und Degen. Den französischen Außenminister François-Joachim de Pierre de Bernis ernannte er zum Kardinal.
Mit der Bulle Apostolicum pascendi bestätigte er den Jesuitenorden feierlich am 7. Januar 1765. Dafür erntete er, besonders aus Frankreich und Spanien, Kritik. Der französische König Ludwig XV. hatte den Orden kurz zuvor am 1. Dezember 1764 per Edikt verboten. Die europäischen Machthaber verlangten die Auflösung des Jesuitenordens und hatten Jesuiten, die den Treueeid auf die Krone verweigerten, teilweise bereits ihrer Länder verwiesen.
In Rom förderte er die Niederlassung einer deutschen, einer französischen und einer englischen Künstlerkolonie, die sich nicht nur mit religiösen Themen befassten. 1763 ernannte er Johann Joachim Winckelmann zum Aufseher der Altertümer (Commissario delle Antichità) im Kirchenstaat sowie zum Scrittore an der Bibliotheca Vaticana. Den Nepotismus am Heiligen Stuhl ließ Clemens XIII. wieder aufleben. Seinen Neffen Abbondio Faustino Rezzonico erhob er in den päpstlichen Adel und machte ihn zum Senator von Rom. Carlo Rezzonico den Jüngeren, einen anderen Neffen, ernannte er 1758 zum Kardinal und 1763 zum Camerlengo. 
Als Gegner der Aufklärung setzte Clemens XIII. die Enzyklopädie von Denis Diderot und Jean-Baptiste le Rond d’Alembert auf den Index.
In einem Streit mit dem spanischen König Karl III. um das Herzogtum Parma, das sowohl Clemens als auch Karl für sich beanspruchten, drohte Clemens am 30. Januar 1768 mit der Exkommunikation unter anderem des Premierministers von Parma Guillaume Du Tillot. Dies führte zur Vertreibung der Jesuiten aus Parma eine Woche später.
Für den 3. Februar 1769 berief er ein Konsistorium, das über die aktuelle Lage der Kirche diskutieren sollte. Am Vorabend dieser Versammlung, am 2. Februar 1769, verstarb Clemens XIII. jedoch überraschend an Apoplexie. Nach seinem Tod wurde in Rom unter anderem durch Kardinal Domenico Orsini d’Aragona das Gerücht verbreitet, er sei von den Jesuiten ermordet worden, da er der Auflösung des Ordens hätte zustimmen wollen. Die erhaltenen Protokolle lassen jedoch erkennen, dass Clemens nicht diese Absicht hatte.

## Apostolische Sukzession
Die Apostolische Sukzession von Papst Clemens XIII. ist bis Kardinal Scipione Rebiba dokumentiert:
- Clemens XIII.
- Benedikt XIV.
- Benedikt XIII.
- Kardinal Paluzzo Paluzzi Altieri degli Albertoni
- Kardinal Ulderico Carpegna
- Kardinal Luigi Caetani
- Kardinal Ludovico Ludovisi
- Erzbischof Galeazzo Sanvitale
- Kardinal Girolamo Bernerio, O.P.
- Kardinal Giulio Antonio Santorio
- Kardinal Scipione Rebiba